# Chevalier d'Éon
Charles-Geneviève-Louis-Auguste-André-Timothée d'Éon de Beaumont (Tonnerre, 5 oktober 1728 – Londen, 21 mei 1810), beter bekend als Chevalier d'Éon, was een Franse spion, diplomaat en soldaat. Hoewel geboren als man ging hij in de tweede helft van zijn leven door het leven als een vrouw. Door zijn unieke levensloop was d'Éon al in zijn eigen tijd een beroemdheid in Europa.

## Biografie

### Vroege leven
D'Éon werd geboren in Tonnerre in een verarmde adellijke Bourgondische familie. Zijn vader, Louis d'Éon de Beaumont was advocaat en later ook burgemeester van Tonnerre. In 1743 verhuisde d'Éon naar Parijs om daar te gaan studeren en hij zou in 1749 aan het Collège Mazarin afstuderen in gewoonterecht en canoniek recht. Hij werd vervolgens de secretaris van Louis Bénigne François Bertier de Sauvigny, de intendant van Parijs.

### Spionnenleven
In 1756 ging d'Éon deel uitmaken van de Secret du Roi (Geheim van de Koning), een spionnennetwerk dat door koning Lodewijk XV van Frankrijk was opgezet zonder medeweten van zijn eigen regering. De eerste missie die d'Éon in opdracht uitvoerde was een geheime missie naar Rusland voor een ontmoeting met tsarina Elisabeth van Rusland voor een mogelijke samenzwering tegen de Habsburgse monarchie. Indertijd trachtte de Engelsen de Franse toenadering tot Rusland te dwarsbomen en was het alleen vrouwen en kinderen toegestaan om de Russische grens te passeren. Volgens d'Éon wist hij de grens te passeren door zich als een vrouw voor te doen. Tot 1760 zou hij in Rusland blijven dienen als secretaris van de Franse ambassadeur aldaar.
In oktober van dat jaar keerde hij terug naar Frankrijk en streek hij een vergoeding op van tweeduizend livres voor zijn diensten in Rusland. Een jaar later verkreeg hij een aanstelling in het Franse leger en vocht hij mee in de Zevenjarige Oorlog. Hij participeerde in de slag bij Vellinghausen en raakte later bij Ultrop gewond. In januari 1762 werd hij samen met Louis Jules Mancini Mazarini naar Londen gestuurd om aldaar een vredesverdrag voor te stellen. De vrede kwam tot stand en op 10 februari 1763 werd de Vrede van Parijs getekend. Als beloning voor zijn diensten ontving hij ditmaal zesduizend livres en werd hij opgenomen in de Orde van de Heilige Lodewijk.
In Londen werd D'Éon weldra zaakgelastigde en na het vertrek van Mazarini zelfs interim-ambassadeur en ook vanuit deze positie bleef hij voor de Franse koning spioneren. Na de komst van de nieuwe ambassadeur, De Guerchy, werd hij gedegradeerd tot secretaris en vernederd door de nieuwe ambassadeur. Ondanks dat hij naar Parijs moest terugkeren besloot hij deze orders in de wind te slaan wat hem in conflict bracht met de Franse staat. Deze kortte zijn toelage en in antwoord daarop besloot d'Eon een deel van de Engelse diplomatieke correspondentie te publiceren onder de titel Lettres, mémoires et négociations particulières du chevalier d'Éon. Zijn boek veroorzaakte een diplomatieke schandaal, maar het boek vond in diezelfde kringen gretig aftrek. Wel leidde deze publicatie er toe dat hij niet meer mocht verschijnen aan het hof van George III. In 1766 keerde Guercy terug naar Frankrijk en verkreeg d'Éon een nieuwe toelage van 12.000 livres van Lodewijk XV, maar deze weigerde de openstaande schulden van d'Éon te betalen.

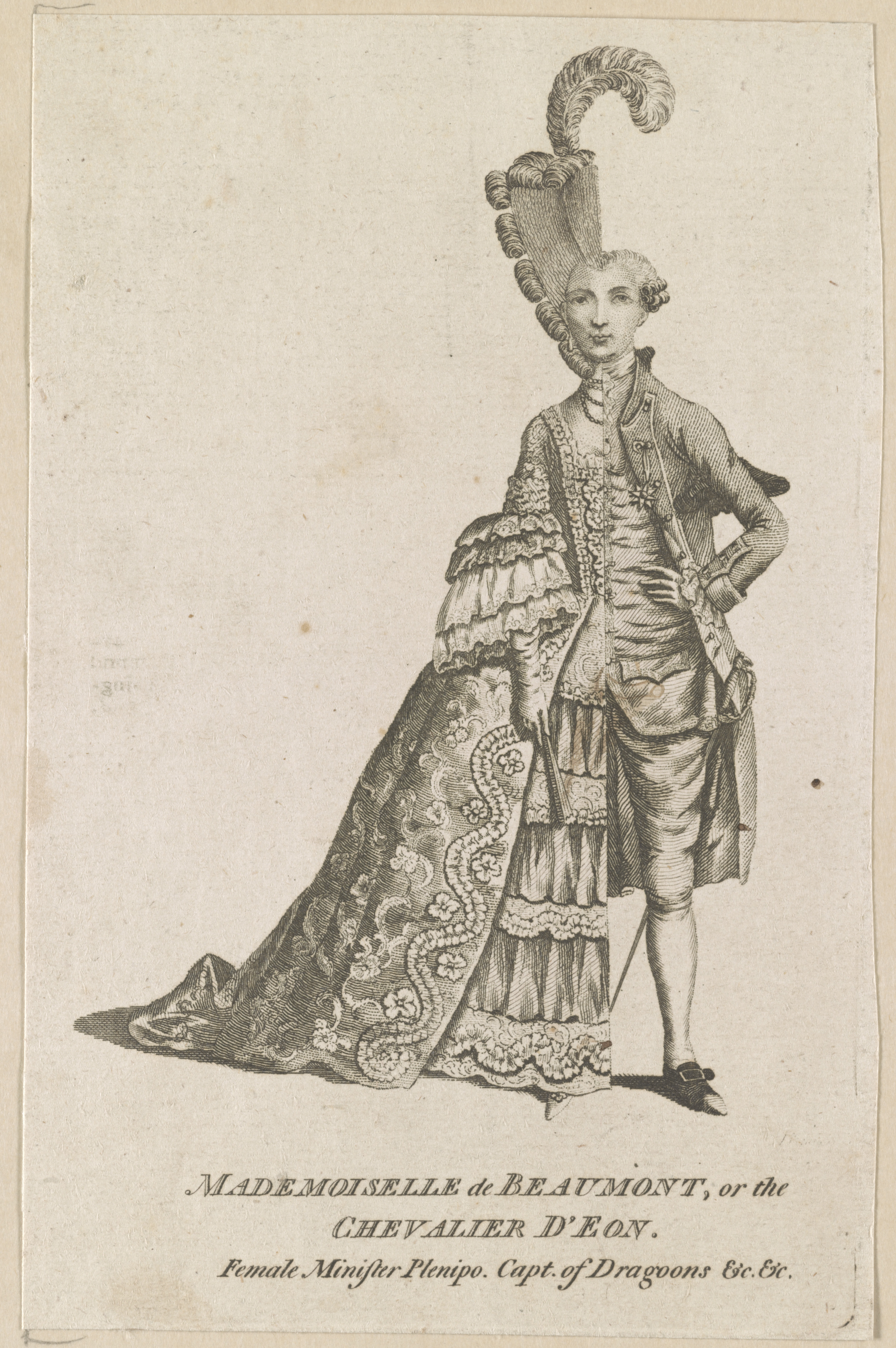
Karikatuur van Chevalier d'Éon waarin hij half als vrouw en half als man is afgebeeld. (London Magazine, 1777).

### Vrijmetselarij
In 1768 werd d'Éon vrijmetselaar in de Londense loge 'The Crown & Anchor'. Anderhalf jaar later was hij officier in de werkplaats. Na zijn terugkeer in Frankrijk mocht d'Éon toetreden tot de loge in zijn geboorteplaats Tonnerre. De Grootoosten van Frankrijk weigerde in augustus 1779 echter de ondertussen als vrouw door het leven gaande d'Éon toe te laten. De loge van Tonnerre protesteerde tegen de weigering met als reden dat d'Éon een broeder bleef.

### Leven als vrouw
...is the most extraordinadry person of the age. We have several times seen women metamorphosed into men, and doing there duty in the war; but we have seen no one who has united so many military, political and literary talents. - Edmund Burke.

(...is de meest buitengewone persoon van deze tijd. We hebben verschillende keren gezien dat vrouwen veranderden in mannen en dat ze dienst deden in de oorlog; maar we hebben niemand gezien die zoveel militaire, politieke en literaire talenten heeft verenigd.)

Omstreeks het einde van 1770 zouden de eerste geruchten zich in Londen verspreiden over het feit dat d'Éon een vrouw was. Dit leidde er toe dat zijn gender de inzet werd gokken in de vorm van levensverzekeringen. Met enige regelmaat daagde hij de speculanten uit tot een duel, maar dit had alleen tot gevolg dat de geruchten nog hardnekkiger werden. Deze zouden aanhouden tot 1777 toen een Engelse jury concludeerde dat hij inderdaad een vrouw was. Ondertussen was de Franse regering druk bezig d'Éon terug naar Frankrijk te krijgen. Pierre Beaumarchais leidde de onderhandelingen en wist het voor elkaar te krijgen dat d'Éon kon terugkeren naar Frankrijk. In een van de bepalingen in de transactie was dat d'Éon weer vrouwenkleren moest gaan dragen en moest accepteren dat hij een vrouw was. Het was een bepaling die d'Éon er zelf door heen had gedrukt, want volgens eigen zeggen was hij als vrouw geboren en als jongen opgevoed omdat zijn ouders een erfgenaam nodig hadden. In 1777 werd hij gepresenteerd in Versailles voor koning Lodewijk XVI en had hij de vrouwelijke houding compleet aangenomen.
De acht jaar die volgden was d'Éon gedwongen om in zijn geboorteplaats Tonnerre te verblijven. In 1785 werd hem toegestaan om terug te keren naar Londen om aldaar zijn financiële zaken te regelen. D'Éon keerde als vrouw terug naar de Britse hoofdstad. Door de Franse Revolutie kwam er een einde aan zijn koninklijke toelage. Hierdoor was hij gedwongen in 1791 een gedeelte van zijn bibliotheek te verkopen en de verkoop van andere goederen een jaar later. Toch was hij de zaak van de revolutionairen toegedaan en stelde hij voor om een regiment van "Amazones" te leiden in de oorlog tegen Pruisen en Oostenrijk. Na de executie van Lodewijk XVI brak hij met de revolutie.

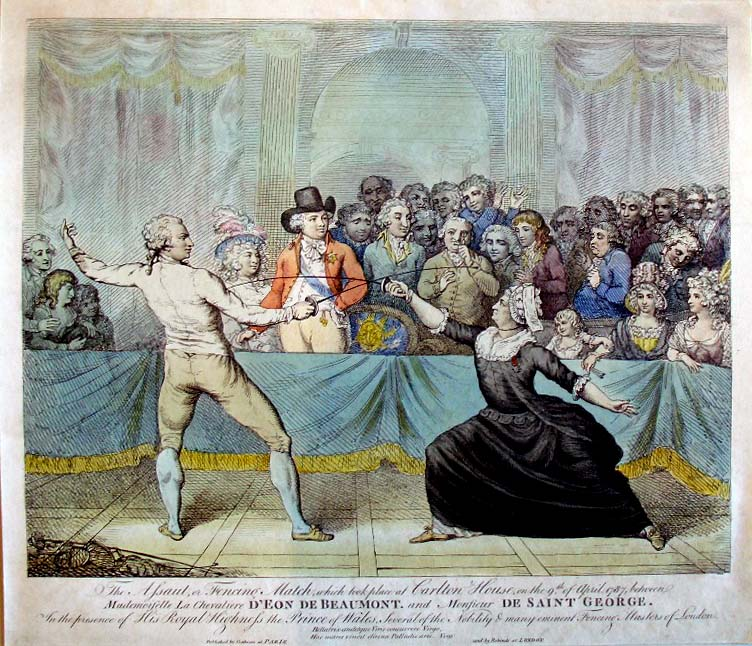
Chevalier d'Éon in een schermgevecht met de Chevalier de Saint-George

In zijn laatste jaren toerde d'Éon in de theaters van Londen en later ook in de rest van het land als actrice en vrouwelijk schermer. Hier kwam een einde aan in 1796 nadat hij een blessure opliep tijdens een show in Southampton. De gevechten in het theater vocht hij uit met de Chevalier de Saint-George. Hij ging daarop in Londen wonen en in 1805 verkreeg hij voorschot voor de publicaties van zijn memoires die hij nooit zou publiceren. Een jaar eerder was hij kort gevangen gezet vanwege zijn schulden. Op 21 mei 1810 overleed hij aan natuurlijke omstandigheden op 81-jarige leeftijd. Bij de autopsie van zijn lichaam werden er mannelijke organen in zijn lijf aangetroffen, maar het lichaam had ook diverse "vrouwelijke karakteristieken", zo wordt onder meer de ongewone ronding in de vorming van het lichaam genoemd. Het lichaam werd vervolgens begraven in de St Pancras Old Church in Londen.

## Historiografie
Al 45 jaar voor de dood van d'Eon werd diens leven als historisch figuur al besproken. In de negentiende eeuw werden enkele verhalen (onterecht) toegevoegd aan het leven van de chevalier om diens geslachtsverandering te kunnen verklaren door de Franse historicus Frédéric Gaillardet. Volgens hem zou d'Éon zich alleen maar verkleed hebben als vrouw om andermans vrouwen en dochters te kunnen verleiden. In de twintigste eeuw werd zijn leven ook onderzocht door psychologen en seksuologen. Zijn "geslachtsverandering" werd met een freudiaanse blik bekeken, zo zou zijn crossdressing een psychologische verklaring moeten hebben. Tot in de tweede helft van de twintigste eeuw werden de termen "eonist" en "eonisme" gebruikt voor travestie. Door de ontwikkelingen van studie naar Genderdysforie werd d'Éon betiteld als een transseksueel.
In 1995 publiceerde de historicus Gary Kates een nieuwe interpretatie van de zaak van d'Éon. Hij baseerde zijn werk op de manuscripten van d'Éon die bewaard worden in de Brotherton Library in Leeds. Volgens Kates was de geslachtsverandering van d'Éon een politieke keuze geweest en geen seksuele en kan hij dan ook niet beschouwd worden als een transseksueel. In de publicaties die Kates in de Brotherton Library raadpleegde vond hij dat d'Éon op middelbare leeftijd verkoos verder als vrouw door het leven te gaan omdat hij grote bewondering voor het morele karakter van de tweede sekse had opgevat. Door het werk van Kates werd d'Éon niet langer gezien als "vreemde zaak", maar wordt hij als een autonome politieke actor beschouwd. De Amerikaanse wetenschapper Deborah Rudacille noemt de Chevalier d'Éon als een interseksueel persoon.

## Nalatenschap
Op het Burdett-Coutts Memorial Sundial in Londen prijkt de naam van de Chevalier d'Éon naast andere Franse emigrés. In 2016 werd het monument de status van een Grade II-bouwwerk verleend vanwege de naam van d'Éon.